# 公民HONEY
公民Honey，台灣出生，本名方憶菲，2010年至2012年擔任香港公民足球隊的足球寶貝。該稱號源自“香港BMA甲組足球聯賽的公民足球隊”，於2010年至2012年間擔任該隊的足球寶貝，東方日報及蘋果日報稱她“台灣辣妹”、“港甲女神”及“港甲沈佳儀”。

## 早年
其父親為阿根廷外交官，幼年隨其至阿根廷生活。在美國就讀時，她曾當選國際小姐第三名。

## 著稱
“公民Honey”有语言的天赋，她能說流利的國語、台語、英語及西班牙語。在2010年香港隊對巴拉圭國家隊友誼賽期間，她為前曼城球員、巴拉圭國家隊的辛達告魯斯當西班牙文翻譯。廣東話也能識聽識講；在港時擔任過西班牙文老師。

## 私生活
現職為國泰航空空中服務員，業餘時間為兼職模特兒，英雄聯盟直播玩家。她有兩隻小貴婦狗，名為 “QBee”及“Mei Mei”。公民啦啦隊隊長Honey與謝德謙合照，展示將送予球迷的10號球衣。